# Шишковский, Ярослав
Ярослав Шишковский (чеш. Jaroslav Šiškovský, англ. Jaroslav Siskovsky; 1888 — 1979) — американский скрипач чешского происхождения.
Учился в Кливленде у Антона Махара, затем в 1910-е гг. в Праге у Штепана Сухого, в Вене у Отакара Шевчика и в Петрограде у Леопольда Ауэра.
По возвращении в США в 1919 году вошёл в качестве второй скрипки в состав Нью-Йоркского квартета, созданного по инициативе Ральфа Пулитцера. Квартет работал на протяжении десятилетия. Т. Поттер указывает, что коллектив достиг высочайших стандартов исполнения, и сожалеет о том, что квартет не оставил записей. В то же время база данных американской звукозаписи указывает на целый ряд записей квартета с участием Шишковского, датируемых 1924—1927 гг., — в их числе произведения Фрэнка Бриджа, Перси Грейнджера, Оскара Недбала, Александра Глазунова, Клода Дебюсси, Исаака Альбениса и др. Шишковский входил также в состав Нью-Йоркского общества камерной музыки.
В дальнейшем на протяжении многих лет преподавал музыку в Милтоне, штат Массачусетс. Опубликовал мемуарную книгу «Скрипач на копытах» (англ. Fiddler on the hoof: The odyssey of a concert violinist; 1975).
Более сорока лет играл на скрипке Джузеппе Гварнери (1733), прежде принадлежавшей Шарлю Филиппу Лафону, а в дальнейшем перешедшей к Сальваторе Аккардо.